# Фельдман, Маркус (политик)
Маркус Фельдман (нем. Markus Feldmann; 21 мая 1897 года, Тун, кантон Берн, Швейцария — 3 ноября 1958 года, Берн, Швейцария) — швейцарский политик, президент.

## Биография
Маркус Фельдман изучал право в университете Берна. В 1921 году получил лицензию адвоката,а в 1924 году степень доктора юридических наук. С 1922 года стал работать в газете „Нойе Бернер Цайтунг“, (орган Партии крестьян, ремесленников и бюргеров). С 1928 по 1945 год был её редактором, а в 1933-1935 гг. президентом Ассоциации швейцарской прессы.
В 1935-1945 и 1947-1951 годах избирался членом Национального совета Швейцарии. С 1945 по 1951 год входил в правительство кантона Берн (возглавлял департаменты здравоохранения, затем образования и религии). В 1951 году избран в Федеральный совет (правительство Швейцарии) на место Эдуарда фон Штейгера.
- 13 декабря 1951 — 3 ноября 1958 — член Федерального совета Швейцарии.
- 1 января 1952 — 3 ноября 1958 — начальник департамента (министр) юстиции и полиции.
- 1 января — 31 декабря 1955 — вице-президент Швейцарии.
- 1 января — 31 декабря 1956 — президент Швейцарии.

Фельдман сыграл решающую роль в пересмотре статей о прессе в уголовном и административном праве, принятии Закона о дорожном движении, а также законопроекта о введении избирательного права для женщин на федеральном уровне.